# Европейская конференция гражданской авиации

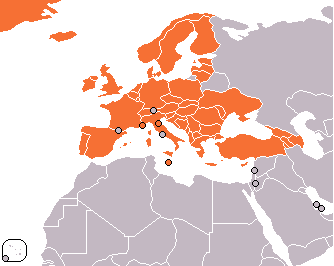
Европейская конференция по гражданской авиации

Европейская конференция гражданской авиации, ЕКГА (англ. European Civil Aviation Conference, ECAC; фр. Conférence Européenne de l'Aviation Civile, CEAC) — межправительственная организация, учреждённая Международной организацией гражданской авиации (ИКАО) и Советом Европы. Она расположена в Нёйи-сюр-Сен/Париже во Франции. Основана в 1955 году в составе 19 государств-членов. В ЕКГА в настоящее время состоит 44 стран-членов, включая все 28 стран ЕС, 31 из 32 государств-членов Европейского агентства по авиационной безопасности и все из 41 члена ЕВРОКОНТРОЛЯ.
ECAC «способствует непрерывному развитию безопасной, эффективной и стабильной европейской системы воздушного транспорта. ECAC старается гармонизировать политику и практику в сфере гражданской авиации среди государств-членов и содействовать взаимопониманию между государствами-членами и другими частями мира». Стратегическими приоритетами являются надёжность, безопасность и окружающая среда.

## Членство
Члены ECAC, ЕВРОКОНТРОЛЯ и ЕС:
- Австрия (1955)
- Бельгия (1955)
- Болгария (1991)
- Хорватия (1992)
- Кипр (1969)
- Чехия (1991)
- Дания (1955)
- Эстония (1995[1])
- Финляндия (1955)
- Франция (1955)
- Германия (1955)
- Греция (1955)
- Венгрия (1990)
- Ирландия (1955)
- Италия (1955)
- Латвия (1993)
- Литва (1992)
- Люксембург (1955)
- Мальта (1979)
- Нидерланды (1955)
- Польша (1990)
- Португалия (1955)
- Румыния (1991)
- Словакия (1991)
- Словения (1992)
- Испания (1955)
- Швеция (1955)
- Великобритания (1955)

Члены ECAC и ЕВРОКОНТРОЛЯ вне ЕС:
- Албания (1998)
- Армения (1995)
- Босния и Герцеговина (2002)
- Грузия (2005)
- Македония (1997)
- Молдова (1996)
- Монако (1989)
- Черногория (2008)
- Норвегия (1955)

Членство стран Европы в международных авиационных организациях.
ECAC, Евроконтроль, ECAA, ЕС
ECAC, Евроконтроль, ECAA
ECAC, Евроконтроль
ECAC, ECAA
ECAC

- Сербия (2002, как Сербия и Черногория)
- Швейцария (1955)
- Турция (1955)
- Украина (1999)

Члены только ECAC:
- Азербайджан (2002)
- Исландия (1955)
- Сан-Марино (2008)